# Park Tae-geon
Park Bong-go ou Park Tae-geon (né le 8 mai 1991) est un athlète sud-coréen, spécialiste du 200 m et du 400 m.

## Carrière
Il change de prénom en 2018. Son meilleur temps est de 45 s 63, obtenu à Daegu le 7 juin 2010. L'année suivante il bat le record national du relais 4 x 400 m lors des Championnats du monde de 2011 dans la même ville.

## Palmarès
| Date | Compétition         | Lieu        | Résultat | Épreuve   | Temps         |
| ---- | ------------------- | ----------- | -------- | --------- | ------------- |
| 2014 | Jeux asiatiques     | Incheon     | 6e       | 400 m     | 46 s 19       |
| 2014 | Jeux asiatiques     | Incheon     | 2e       | 4 x 400 m | 3 min 04 s 03 |
| 2017 | Championnats d'Asie | Bhubaneswar | 2e       | 200 m     | 20 s 76       |
| 2017 | Championnats d'Asie | Bhubaneswar | 8e       | 4 x 100 m | 40 s 26       |
| 2017 | Championnats d'Asie | Bhubaneswar | 6e       | 4 x 400 m | 3 min 09 s 15 |
| 2018 | Jeux asiatiques     | Jakarta     |          | 200 m     |               |

## Records
| Épreuve | Performance | Lieu          | Date         |
| ------- | ----------- | ------------- | ------------ |
| 200 m   | 20 s 40     | Jeongseon-eup | 28 juin 2018 |
| 400 m   | 45 s 63     | Daegu         | 7 juin 2010  |